# Bombylius niveus
Bombylius niveus är en tvåvingeart som beskrevs av Johann Wilhelm Meigen 1804. Bombylius niveus ingår i släktet Bombylius och familjen svävflugor. Inga underarter finns listade i Catalogue of Life.